# Geckonia
Geckonia é um género de répteis escamados da família Gekkonidae.

## Espécies
- Geckonia chazaliae